# Det hjärta som brinner
Det hjärta som brinner, är en poplåt, skriven av Per Gessle och som i original spelades in av popgruppen Gyllene Tider på albumet "Moderna Tider" 1981. Den 26 mars 1981 utsågs melodin till "Veckans smash hit" på Poporama.
Gyllene Tider spelade också in sången med text på engelska, som "This Heart's on Fire". Gruppen kallade sig då "Modern Times".
Popgruppen Miio spelade 2003 in en cover på den på albumet "På vårt sätt" . Marc Almond har även live framfört en engelsk version av låten, då kallad "A Place Full of Heartache".